# Papel para cartucho

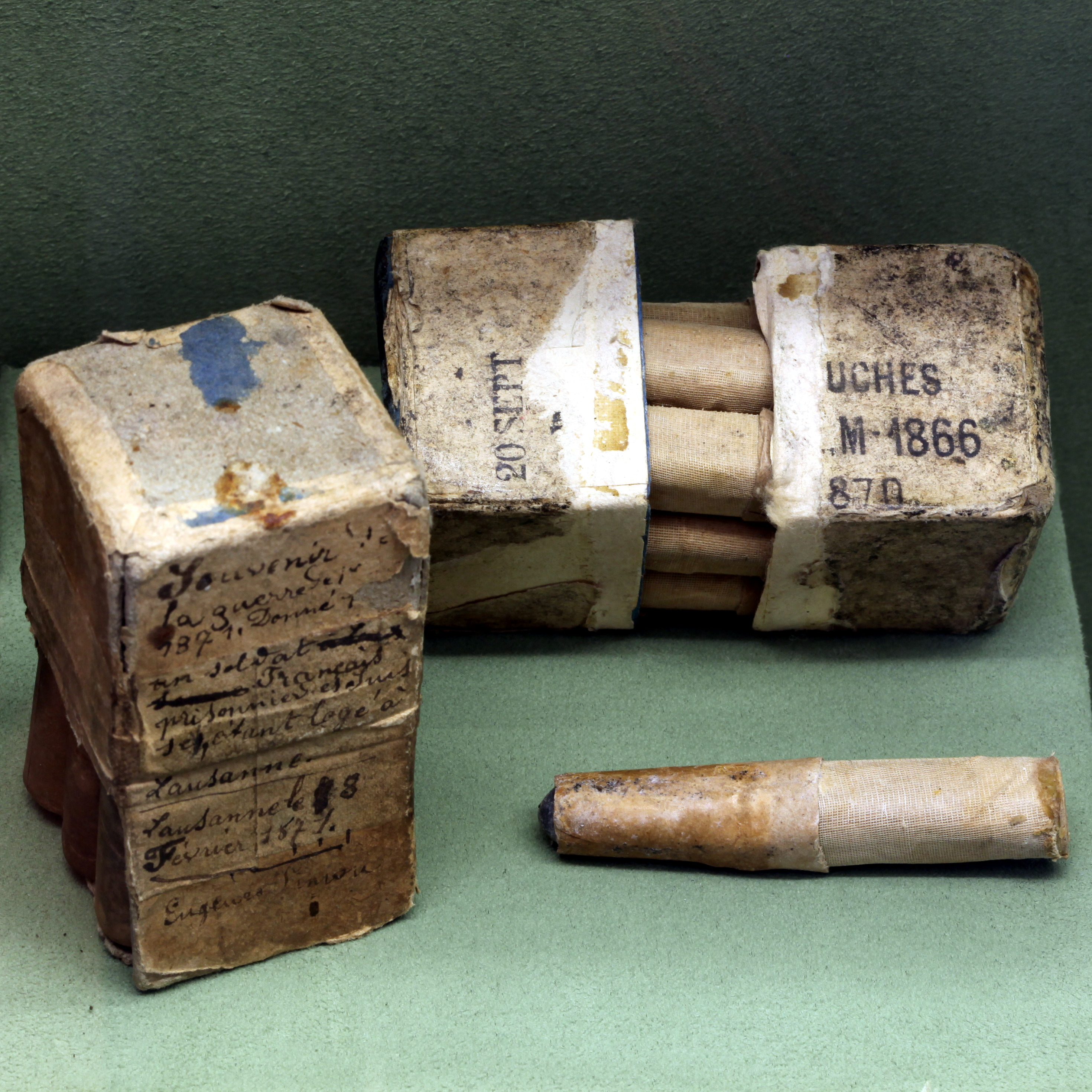
Cartucho de papel para o fuzil Chassepot, onde se pode perceber o tipo de papel utilizado.

Papel para cartucho é um tipo especial de papel, usado originalmente para produzir cartuchos de papel para armas de fogo.
Nos dias atuais seria o equivalente a um papel sulfite de gramatura baixa, ou um papel de seda de gramatura alta, dependendo do calibre pretendido para o cartucho.